# Сомешень
Сомешень, Сомешені (рум. Someșeni) — село у повіті Сату-Маре в Румунії. Входить до складу комуни Апа.
Село розташоване на відстані 429 км на північний захід від Бухареста, 24 км на схід від Сату-Маре, 111 км на північ від Клуж-Напоки.

## Населення
За даними перепису населення 2002 року у селі проживали 348 осіб.
Національний склад населення села:
| Національність | Кількість осіб | Відсоток |
| -------------- | -------------- | -------- |
| румуни         | 339            | 97,4%    |
| угорці         | 9              | 2,6%     |

Рідною мовою назвали:
| Мова      | Кількість осіб | Відсоток |
| --------- | -------------- | -------- |
| румунська | 339            | 97,4%    |
| угорська  | 9              | 2,6%     |